# Symphony of Enchanted Lands II: The Dark Secret
Symphony of Enchanted Lands II – The Dark Secret é o sexto álbum de estúdio lançado pelo Rhapsody of Fire em 2004. Um álbum conceitual como todos os álbuns anteriores da banda, não é uma continuação de Symphony of Enchanted Lands, mas o primeiro capítulo da nova saga da banda, The Dark Secret Saga, que terminaria com seu nono álbum From Chaos to Eternity.
Christopher Lee fornece a narração falada ao longo deste álbum. Ele também é cantor convidado na versão single da música "The Magic of the Wizard's Dream".
É o último lançamento de estúdio da banda sob o nome Rhapsody. Eles mudaram seu nome para Rhapsody of Fire em 2006.

## Conceito
O álbum começa com o conto "Os Sete Livros Negros" escrito por Nekron, filho do Deus do Inferno Kron. Os livros, escritos com sangue de anjo e tornando-se indestrutíveis, contam uma parte de uma profecia conhecida como o Segredo Sombrio. A profecia um dia despertaria os sete demônios que abririam os portões do inferno, liberando todo tipo de monstro antigo, vivo e morto. Nekron então renasceria para reinar novamente no nome profano do caos cósmico, "E desta vez, ele reinaria supremo." ("The Dark Secret - Ira Divina")
Foi realizada uma busca pelos livros. Através dos tempos, seis dos livros foram encontrados; no entanto, o sétimo livro, contendo os segredos sobre como ressuscitar Nekron, permaneceu sem ser encontrado. No entanto, ainda havia esperança. Depois que ele descobriu os livros negros, um anjo chamado Erian teve uma visão onde os Deuses da Luz Cósmica lhe disseram como parar a profecia. Erian então escreveu, com seu próprio sangue, o Livro Branco que revelou como parar a profecia. O livro representava uma ameaça à profecia infernal e à ressurreição de Nekron e então, na era da Lua Vermelha, 3.000 anos antes, os Lordes das Terras Sombrias venceram sua batalha contra o Exército das Planícies Nórdicas e encontraram o Livro Místico de Erian na casa de Ainor. salões sagrados. O livro foi então escondido nas Terras Sombrias, em um lugar conhecido apenas pelos mestres magos da Ordem Negra.
Havia esperança, no entanto, de que o sétimo livro negro continha uma pista de onde o Livro Branco de Erian estava escondido, e assim a Ordem do Dragão Branco, uma ordem dedicada a proteger as Terras Encantadas das Terras Sombrias, foi fundada. Um homem chamado Iras Algor queria liderar uma busca pelo sétimo livro negro. No entanto, ninguém sabia de um caminho para as terras sombrias. Iras Algor então lembrou que Aresius havia dito a ele para procurar Dargor. Certamente ele conhecia o caminho. Havia muitas objeções a isso, mas Dargor era sua única esperança, e assim Iras Algor, o herói Khaas, a princesa Lothen e o rei élfico Tarish, liderados por Dargor, partiram para encontrar o sétimo livro negro escondido nas cavernas de Dar-Kunor. ("Erian's Mystical Rhymes - The White Dragon's Order") Eles tomaram a passagem de Erloria, o caminho mais seguro para chegar às montanhas cinzentas. ("The Last Angels' Call") No início a jornada estava cheia de visões maravilhosas, nas Dragonlands eles encontraram muitas criaturas adoráveis. Mas depois de dez dias essa visão acabou e, quando finalmente chegaram às cataratas de Erloria, a luz do sol acabou. ("Dragonland's Rivera")
Agora estavam perto das montanhas cinzentas. O caminho estava cheio de pedras, o ar estava frio, mas Dargor os guiou por todos esses perigos. Eles também tiveram que se esconder da Ordem Negra, os soldados de Nekron. Naquela noite, em uma visão mágica, o pai de Dargor, Vankar, apareceu ao senhor das sombras. Ele lembrou a Dargor que ele era meio demônio, e agora ele era um traidor. Dargor o encarou, mesmo sabendo que era a verdade. ("Sacred Power of Raging Winds")
Então, Iras os levou para as montanhas de Erinor, a única passagem conhecida pelos homens nas planícies das Terras Sombrias. Quando chegaram a Hargor, era hora de Tarish, o rei élfico, encontrar um caminho pelas cavernas até a entrada de Dar-Kunor. A viagem era perigosa, mas Dargor os protegeu naqueles dois dias. Finalmente eles viram no pântano negro e maligno, estava a passagem entre as cobras e a lama infernal. Eles viram o rio Dar-Kunor. Tarish sabia que o único caminho era através da água negra e gelada. Ele mergulhou nos pântanos e logo desapareceu. Mas logo voltou, com boas notícias: havia encontrado a entrada para Dar-Kunor. ("Shadows of Death") Os heróis descansam um pouco nas Montanhas Cinzentas antes de entrarem em Dar-Kunor. ("Nightfall On The Grey Mountains")

## Lista de Faixas
Todas as letras escritas por Luca Turilli, todas as músicas compostas por Turilli and Alex Staropoli, exceto onde indicado.
| N.º            | Título | Duração            |  |
| 1.             | "The Dark Secret - (Staropolli) (Narração por Christopher Lee) I. "The Ancient Prophecy" II. "Ira Divina (Raiva Divina)" | 4:13 - 2:24 - 1:48 |  |
| 2.             | "Unholy Warcry" | 5:54               |  |
| 3.             | "Never Forgotten Heroes"                                                                                                 | 5:33               |  |
| 4.             | "Elgard's Green Valleys"                                                                                                 | 2:20               |  |
| 5.             | "The Magic of the Wizard's Dream com participação de Christopher Lee"                                                    | 4:30               |  |
| 6.             | "Erian's Mystical Rhymes (The White Dragon's Order) - (Turilli, Staropolli, Vivaldi)"                                    | 10:32              |  |
| 7.             | "The Last Angels' Call"                                                                                                  | 4:37               |  |
| 8.             | "Dragonland's Rivers" | 3:45               |  |
| 9.             | "Sacred Power of Ranging Winds"                                                                                          | 10:06              |  |
| 10.            | "Guardiani Del Destino - (Turilli)" (Guardiões Do Destino)                                                               | 5:51               |  |
| 11.            | "Shadows of Death" | 8:13               |  |
| 12.            | "Nightfall On The Grey Mountains"                                                                                        | 7:20               |  |
| Duração total: | Duração total: | 1:12:48            |  |

## Integrantes
| Rhapsody of Fire - Fabio Lione – vocal principal - Luca Turilli – guitarras, produção - Alex Staropoli – teclados, arranjos orquestrais, produção - Patrice Guers – baixo - Alex Holzwarth – bateria Músicos Adicionais - Manuel Staropoli – gravador barroco - Christopher Lee – narração - Toby Eddington – narração - Dominique Leurquin – guitarras (ritmo) - Johannes Monno – guitarras (clássico) - Stefan Horz – cravo - Søren Leupold – alaúde - Paulina van Laarhoven – viola - Bridget Fogle – vocal soprano, coro vocal | Coro - Cinzia Rizzo, Gerit Göbel, Miro Rodenberg, Olaf Hayer, Previn Moore, Robert Hunecke-Rizzo, Thomas Rettke Brno Academia de Coro - Dana Kurečková, Iva Holubová, Jana Klinerová, Jaroslava Zezulová, Kateřina Hudcová, Lucie Matalová, Ludmila Kieseljovová, Ludmila Markesová, Vladimíra Dolejšová, Jiří Klecker, Karel Seffer, Libor Markes, Michael Pinsker, Milan Hanzliczek, Pavel Konárek, Robert Kurečka, Serhij Derda, Tomáš Ibrmajer, Vladimír Kutnohorský, Alena Sobolová, Andrea Dáňová, Barbora Francová, Dana Toncrová, Eva Badalová, Eva Klepalová, Kateřina Nejedlá, Kateřina Pastrňáková, Magda Krejčová, Marie Vališová, Petra Bodová, Petra Koňárková, Terezie Kamenická, Terezie Plevová, Zora Jaborníková, Ivan Nepivoda, Jakub Herzan, Jiří Barták, Marek Mikuš, Matěj Dupal, Tomáš Kamenický, Vladimír Prachař, Vít Matuška |

Bohuslav Martinů Orquestra Filarmônica
| - Emil Nosek – violino - František Hrubý – violino - Hana Roušarová – violino - Hana Tesařová – violino - Jan Nedoma – violino - Jana Štípková – violino - Jitka Hanáková – violino - Milan Lapka – violino - Miroslav Křivánek – violino - Přemysl Roušar – violino - Dana Blahutová – violino - Hana Bílková – violino - Jan Kotulan – violino - Jaroslav Aladzas – violino - Jitka Šuranská – violino - Josef Geryk – violino - Josef Kubelka – violino - Josef Vyžrálek – violino - Leo Sláma – violino - Yvona Fialová – violino - Dana Božková – viola - Juraj Petrovič – viola - Lucie Dümlerová – viola | - Michaela Slámová – viola - Miroslav Kašný – viola - Oldřich Šebestík – viola - Pavel Novák – viola - Roman Janů – viola - Alexandr Erml – violoncelo - David Kefer – violoncelo - Erich Hulín – violoncelo - Hana Škarpová – violoncelo - Zdenka Aladzasová – violoncelo - Zuzana Ermlová – violoncelo - Josef Horák – contrabaixo - Michal Pášma – contrabaixo - Pavel Juřík – contrabaixo - Vladimír Hudeček – contrabaixo - Vítězslav Pelikán – contrabaixo - Jana Holásková – flauta - Jiřina Vodičková – flauta - Vladimír Vodička – flauta - Krista Hallová – oboe - Svatopluk Holásek – oboe - Aleš Pavlorek – clarineta - Jiří Kundl – clarineta | - Jaroslav Janoštík – fagote - Václav Kaniok – fagote - František Vyskočil – trompa francesa - Jiří Zatloukal – trompa francesa - Josef Číhal – trompa francesa - Milan Kubát – trompa francesa - Rudolf Linner – trompa francesa - Vlastimil Kelar – trompa francesa - Pavel Skopal – trompete - Rostislav Killar – trompete - Zdeněk Macek – trompete - Ivan Dřínovský – trombone - Milan Tesař – trombone - Roman Sklenář – trombone - Miloslav Žváček – tuba - Lucie Vápová – harpa |

Produção
| - Sascha Paeth – mixagem, Engenharia - Rob La Vaque – engineering - Filip Heurckmans – domínio - Stefan Schmidt – Engenharia (orquestra) - Bernd Kugler – Engenharia (orquestra) - Jan Wrede – Engenharia (orquestra) - Marc Lenz – Engenharia (orquestra) - Joey DeMaio – produtor executivo | - Petr Pololáník – condutor de orquestra - Jaroslav Kyzlink – condutor do coro - Marek Obdržálek – diretor de orquestra - Marc Klinnert – artwork, design - Eric Philippe – logo - Karsten vom Wege – design - Karsten Koch – fotografia |

## Paradas
| Parada (2004)                         | Posição mais alta |
| ------------------------------------- | ----------------- |
| França (SNEP)                         | 27                |
| Países Baixos (Dutch Charts)          | 70                |
| Alemanha (Offizielle Deutsche Charts) | 33                |
| Suíça (Schweizer Hitparade)           | 62                |